# Morfochronologia
Morfochronologia – dział geomorfologii, który zajmuje się datowaniem wieku form rzeźby terenu na powierzchni Ziemi.